# Safareig (Ulldemolins)
El Safareig és una obra d'Ulldemolins (Priorat) inclosa a l'Inventari del Patrimoni Arquitectònic de Catalunya.

## Descripció
El safareig, de dimensions considerables, és de planta rectangular i està dividit en 3 piques. Les lloses on es renta estan inclinades i són d'argila.
La coberta és de tela àrab a una sola vessant i se sosté mitjançant pilars de maó. Aquesta no cobreix la part de la pica.
Hi ha uns ferros que permeten col·locar taulons per tal d'estendre la roba